# Dipartimento di Barh El Gazel Meridionale
Il dipartimento di Barh El Gazel Meridionale è un dipartimento del Ciad facente parte della provincia di Barh El Gazel. Il capoluogo è Moussoro.

## Comuni
Il dipartimento comprende i seguenti comuni:
- Amsilep
- Fizigui
- Moussoro